# The Energy of Sound
The Energy of Sound este un album din 1998 creat de Trance Atlantic Air Waves, un proiect lateral al lui Mihai Crețu. Albumul a fost înregistrat de Crețu împreună cu Jens Gad. Din cele zece piese de pe album, trei melodii sunt originale, restul fiind versiuni cover.

## Lista pieselor
1. "Lucifer" (Parsons, Woolfson) – 3:53
2. "Axel F" (Harold Faltermeyer) – 3:52
3. "Crockett's Theme" (Jan Hammer) – 3:45
4. "Dance with the Devil" (Dennys, Hayes) – 3:53
5. "Addiction Day" (Jens Gad) – 4:56
6. "Magic Fly (Wonderland Mix)" (Ecama) – 6:17
7. "Chase" (Giorgio Moroder) – 3:37
8. "Twelve After Midnight" (Gad) – 5:02
9. "L-42" (Gad, Michael Cretu) – 4:31
10. "Pulstar" (Vangelis) – 6:09

## Single-uri
- 1997 – "Magic Fly"
- 1998 – "Chase"
- 1998 – "Crockett's Theme"